# Glass Spider Live
Glass Spider Live è un album live di David Bowie, registrato durante i concerti del 7 e 9 novembre 1987 a Sydney, nel corso del Glass Spider Tour. È stato distribuito in formato doppio CD il 23 ottobre 2008.
Queste esibizioni erano state precedentemente distribuite in VHS e DVD con il titolo Glass Spider; l'edizione speciale di questo video conteneva un doppio CD registrato in un altro concerto dello stesso tour, al Montréal Olympic Stadium il 30 agosto 1987.

## Tracce
Tutte le canzoni sono scritte da David Bowie, tranne quando indicato:

### Disco uno
1. Intro*/Up The Hill Backwards*/Glass Spider [*non citate]
2. Day-In, Day-Out
3. Bang Bang (Pop, Kral)
4. Absolute Beginners
5. Loving the Alien
6. China Girl (Bowie, Pop)
7. Rebel Rebel
8. Fashion
9. Never Let Me Down (Bowie, Alomar)

### Disco due
1. Heroes (Bowie, Eno)
2. Sons of the Silent Age
3. Young Americans
4. The Jean Genie
5. Let's Dance
6. Time
7. Fame (Bowie, Lennon, Alomar)
8. Blue Jean
9. I Want to Be Your Dog (Pop, S. Asheton, R. Asheton, Alexander)
10. White Light/White Heat (Lou Reed)
11. Modern Love

## Formazione
- David Bowie - voce, chitarra
- Peter Frampton  - chitarra, voce
- Carlos Alomar - chitarra
- Carmine Rojas - basso
- Alan Childs - batteria
- Erdal Kizilcay - tastiera, tromba, conga, violino
- Richard Cottle - tastiera, sassofono